# Spencer O'Brien
Spencer O'Brien (Alert Bay, 2 de febrero de 1988) es una deportista canadiense que compitió en snowboard.
Ganó una medalla de oro en el Campeonato Mundial de Snowboard de 2013, en la prueba de slopestyle. Adicionalmente, consiguió cinco medallas en los X Games de Invierno.

## Medallero internacional
| Campeonato Mundial | Campeonato Mundial              | Campeonato Mundial | Campeonato Mundial |
| Año                | Lugar                           | Medalla            | Prueba             |
| ------------------ | ------------------------------- | ------------------ | ------------------ |
| 2013               | Stoneham-et-Tewkesbury (Canadá) | Medalla de oro     | Slopestyle         |

| X Games de Invierno | X Games de Invierno    | X Games de Invierno | X Games de Invierno |
| Año                 | Lugar                  | Medalla             | Prueba              |
| ------------------- | ---------------------- | ------------------- | ------------------- |
| 2008                | Aspen (Estados Unidos) | Medalla de bronce   | Slopestyle          |
| 2009                | Aspen (Estados Unidos) | Medalla de plata    | Slopestyle          |
| 2013                | Aspen (Estados Unidos) | Medalla de bronce   | Slopestyle          |
| 2014                | Aspen (Estados Unidos) | Medalla de bronce   | Slopestyle          |
| 2016                | Aspen (Estados Unidos) | Medalla de oro      | Slopestyle          |